# 김해군
| Daedongyeojido (Gyujanggak) 18-02.jpg | Daedongyeojido (Gyujanggak) 18-01.jpg |
| Daedongyeojido (Gyujanggak) 19-02.jpg | Daedongyeojido (Gyujanggak) 19-01.jpg |

기

김해군(金海郡)은 경상남도에 있었던 행정 구역으로, 1995년에 김해시와 통합하여 도농복합도시가 되었다.
행정구역 변경이 없던 1906년까지의 김해군은 현재의 김해시, 부산 강서구(가락동·녹산동·명지동·강동동)일대에 해당한다.

## 역사
- 680년(문무왕 20년), 금관군(金官郡)을 금관소경(金官小京)으로 승격하였다.
- 757년(경덕왕 16년), 김해소경(金海小京)으로 개칭하여 양주(良州, 현 양산시)에 속했다.
- 940년 : 김해부(金海府)로 강등되었다. 임해현(臨海縣)으로 강등되었다가 임해군(臨海郡)으로 승격하였다.
- 971년 : 김해부
- 995년 : 영동도(嶺東道) 김해안동도호부(金海安東都護府)로 개칭하였다.
- 1012년 : 김해군방어사로 강등되었다.
- 1018년 : 의안군·함안군·칠원현·웅신현을 속군·속현으로 삼았다.
- 1270년 : 금녕도호부(金寧都護府)로 승격하였다.
- 1293년 : 금녕현(金寧縣)으로 강등되었다.
- 1308년 : 금주목(金州牧)으로 승격하였다.
- 1310년 : 김해부로 강등되었다.
- 1413년 : 김해도호부(金海都護府)로 승격하였다.
- 1895년(조선 고종 32년) 6월 23일(음력 윤5월 1일) : 진주부 김해군(金海郡)으로 개편되었다.[3]
- 1896년(건양 원년) 8월 4일 : 경상남도 김해군으로 개편되었다.[4]
- 1906년 : 양산군 대상면·대하면이 김해군에 편입되고,[2] 대산면이 창원부로 이관되었다.[5]

## 1914년 이후
- 1914년 4월 1일 : 김해군이 14면으로 개편되었다.

| 조선총독부령 제111호 |             |                                                                                        |
| 구 행정구역 | 신 행정구역 | 신 행정구역                                                                            |
| 김해군 좌부면(左部面) 강창리 일부, 동상리/다전리 일부/부원리 일부, 다전리 일부/강창리 일부/(우부면)고서리 일부, 북내리/(우부면)고서리 일부/능동리 일부                                                                | 좌부면      | 강창리(江倉里), 동상동, 부원동, 북내동                                                 |
| 김해군 활천면(活川面) 남역리 일부, 마마리, 불암리/(가락면)식만리 일부/(하동면)수안리 일부, 삼방리, 어방리/남역리 일부, 지내리                                                                                         | 좌부면      | 남역리(南驛里), 마마리(馬麻里), 불암리, 삼방리, 어방리, 지내리                         |
| 김해군 우부면(右部面) 내동리, 답곡리/북외리/삼산리 일부, 삼계리/두곡리, 매정리/삼산리 일부, 외동리/봉곡리, 전하리/(좌부면)강창리 일부, 회현리/고서리 일부/(좌부면)강창리 일부, 흥동리 일부/(칠산면)화목리 일부        | 우부면      | 내동리, 답곡리(畓谷里), 삼계리, 삼산리(三山里), 외동리, 전하리, 회현리(會峴里), 흥동리 |
| 김해군 칠산면(七山面) 음법리, 이동리, 풍유리/(우부면)흥동리 일부, 화목리 일부 | 우부면      | 음법리(陰法里), 이동리, 풍유리, 화목리                                                 |
| 김해군 장유면(長有面) 화촌리/관동리 일부/(유하면)신문리 일부, 대청리 일부, 삼문리 일부, 수가리, 응달리, 율하리 일부/관동리 일부, 장유리/율하리 일부                                                                   | 장유면      | 관동리, 대청리, 삼문리, 수가리, 응달리, 율하리, 장유리                                 |
| 김해군 유하면(柳下面) 내덕리 일부/유하리 일부, 무계리 일부/내덕리 일부/(장유면)삼문리 일부, 무계리 일부, 내덕리 일부/신문리 일부/(장유면)삼문리 일부, 유하리 일부/무계리 일부                                         | 장유면      | 내덕리, 무계리, 부곡리, 신문리, 유하리                                                 |
| 김해군 하계면(下界面) 여래리 일부, 우동리 일부, 진영리/여래리 일부, 방동리 일부, 우동리 일부/방동리 일부, 좌곤리 일부, 좌곤리 일부                                                                                    | 하계면      | 여래리, 우동리, 진영리, 방동리, 하계리, 좌곤리, 사산리                                 |
| 김해군 중북면(中北面) 내룡리, 본산리/(상북면)가동리 일부/(하계면)여래리 일부, 신용리, 설창리, 죽곡리 일부, 죽곡리 일부/의전리 일부                                                                                    | 하계면      | 내룡리, 본산리, 신용리, 설창리, 죽곡리, 의전리                                         |
| 김해군 상북면(上北面) 가산리, 가동리 일부, 시산리/가동리 일부/(밀양군 하남면)명례리 일부, 장방리 | 이북면      | 가산리, 가동리, 시산리, 장방리                                                         |
| 김해군 하북면(下北面) 용덕리 일부/명동리 일부, 병동리 일부, 신천리 일부, 안곡리, 용덕리 일부/(생림면)생림리 일부, 신천리 일부/용덕리 일부, 퇴래리/병동리 일부/명동리 일부                                             | 이북면      | 명동리, 병동리, 신천리, 안곡리, 안하리, 용덕리, 퇴래리                                 |
| 김해군 진례면(進禮面) 청천리/(중북면)의전리 일부, 시례리, 송정리, 신당리/조전리 일부, 조전리 일부/(중북면)의전리 일부, 조전리 일부                                                                                    | 진례면      | 청천리, 시례리, 송정리, 신월리, 조전리, 신안리                                         |
| 김해군 율리면(栗里面) 고모리/고령리/상석리/(중북면)죽곡리 일부, 개동리/담안리 일부/(중북면)의전리 일부, 산본리/관동리/성법리/송현리 일부, 송현리 일부/담안리 일부                                                     | 진례면      | 고모리, 담안리, 산본리, 송현리                                                         |
| 김해군 가락면(駕洛面) 봉림리 일부/죽림리 일부/(덕도면)제도리 일부, 식만리 일부/죽림리 일부, 죽림리 일부/봉림리 일부, 죽동리                                                                                           | 가락면      | 봉림리, 식만리, 죽림리, 죽동리                                                         |
| 김해군 덕도면(德道面) 대사리 일부/상덕리 일부/북정리 일부, 상덕리 일부/제도리 일부/제도리 일부, 제도리 일부 | 가락면      | 대사리, 북정리, 상덕리, 제도리                                                         |
| 김해군 대상면(大上面) 대지리 일부/출두리 일부/평강리 일부, 사덕리 일부/대지리 일부/출두리 일부, 출두리 일부/사덕리 일부/대지리 일부, 평강리 일부/대지리 일부/(대하면)사두리 일부/(덕도면)효울리 일부                  | 대저면      | 대지리, 사덕리, 출두리, 평강리                                                         |
| 김해군 대하면(大下面) 덕두리 일부/맥도리 일부, 도도리 일부/소덕리 일부/덕두리 일부/맥도리 일부, 맥도리 일부, 사두리 일부/소덕리 일부, 설만리/사두리 일부/(덕도면)효울리 일부/제도리 일부                              | 대저면      | 덕두리, 도도리, 맥도리, 사두리, 소덕리, 울만리                                         |
| 김해군 녹산면(菉山面) 녹산리, 화전리, 송정리/(마산부 웅동면)가동리 일부 | 녹산면      | 녹산리, 화전리, 송정리                                                                 |
| 김해군 태야면(台也面) 범방리/탑동리, 구랑리/소압리 일부, 미음리/상룡리, 지사리/소압리 일부, 생활리/중곡리 | 녹산면      | 범방리, 구랑리, 미음리, 지사리, 생곡리                                                 |
| 김해군 명지면(鳴旨面) 조동리 일부/중리 일부/동리 일부/신전리 일부, 평성리/조동리 일부, 중리 일부, 신전리 일부, 동리 일부, 진목리/(덕도면)제도리 일부, 신전리 일부                                                     | 명지면      | 조동리, 평성리, 중리, 신전리, 동리, 진목리, 신호리                                     |
| 김해군 하동면(下東面) 수안리 일부, 주중리/주동리 일부, 주동리 일부/초정리 일부, 시례리/초정리 일부, 초정리 일부, 괴정리, 조눌리, 대감리, 덕산리 일부, 월당리/평촌리/덕산리 일부                                       | 하동면      | 수안리, 주중리, 주동리, 예안리, 초정리, 괴정리, 조눌리, 대감리, 덕산리, 월촌리         |
| 김해군 상동면(上東面) 여차리, 감로리, 매리, 대감리, 묵방리, 우계리 | 상동면      | 여차리, 감로리, 매리, 대감리, 묵방리, 우계리                                           |
| 김해군 주촌면 (酒村面) 외선리/원지리 일부, 천곡리/연지리/망덕리 일부, 망덕리 일부, 농소리, 내삼리, 양동리/상가리, 덕암리 일부, 원지리 일부/덕암리 일부                                                                | 주촌면      | 선지리, 천곡리, 망덕리, 농소리, 내삼리, 양동리, 덕암리, 원지리                         |
| 김해군 생림면 (生林面) 금곡리 일부, 사촌리 일부, 나전리/사촌리 일부, 봉림리/생림리 일부, 생철리/도요리 일부, 도요리 일부, 도요리 일부, 마사리/(밀양군 하동면)삼랑리 일부, 금곡리 일부/생림리 일부/(하북면)용덕리 일부 | 생림면      | 금곡리, 사촌리, 나전리, 봉림리, 생철리, 도요리, 안양리, 마사리, 생림리                 |
14면 - 가락면, 좌부면, 우부면, 진례면, 장유면, 이북면, 하계면, 대저면, 녹산면, 주촌면, 상동면, 하동면, 생림면, 명지면
- 1918년 7월 1일 : 좌부면과 우부면이 김해면으로 합면되었다. (13면)
- 1928년 4월 1일 : 하계면을 진영면으로 개칭하였다.[6]
- 1931년 11월 1일 : 김해면을 김해읍으로 승격하였다.[7] (1읍 12면)
- 1942년 10월 1일 : 진영면을 진영읍으로 승격하였다.[8] (2읍 11면)
- 1943년 1월 18일 : 가락면 식만리 일부를 김해읍에 편입하였다.[9]
- 1944년 10월 1일 : 하동면을 대동면으로 개칭하였다.
- 1973년 7월 1일 : 대저면을 대저읍으로 승격하였다.[10] (3읍 10면)

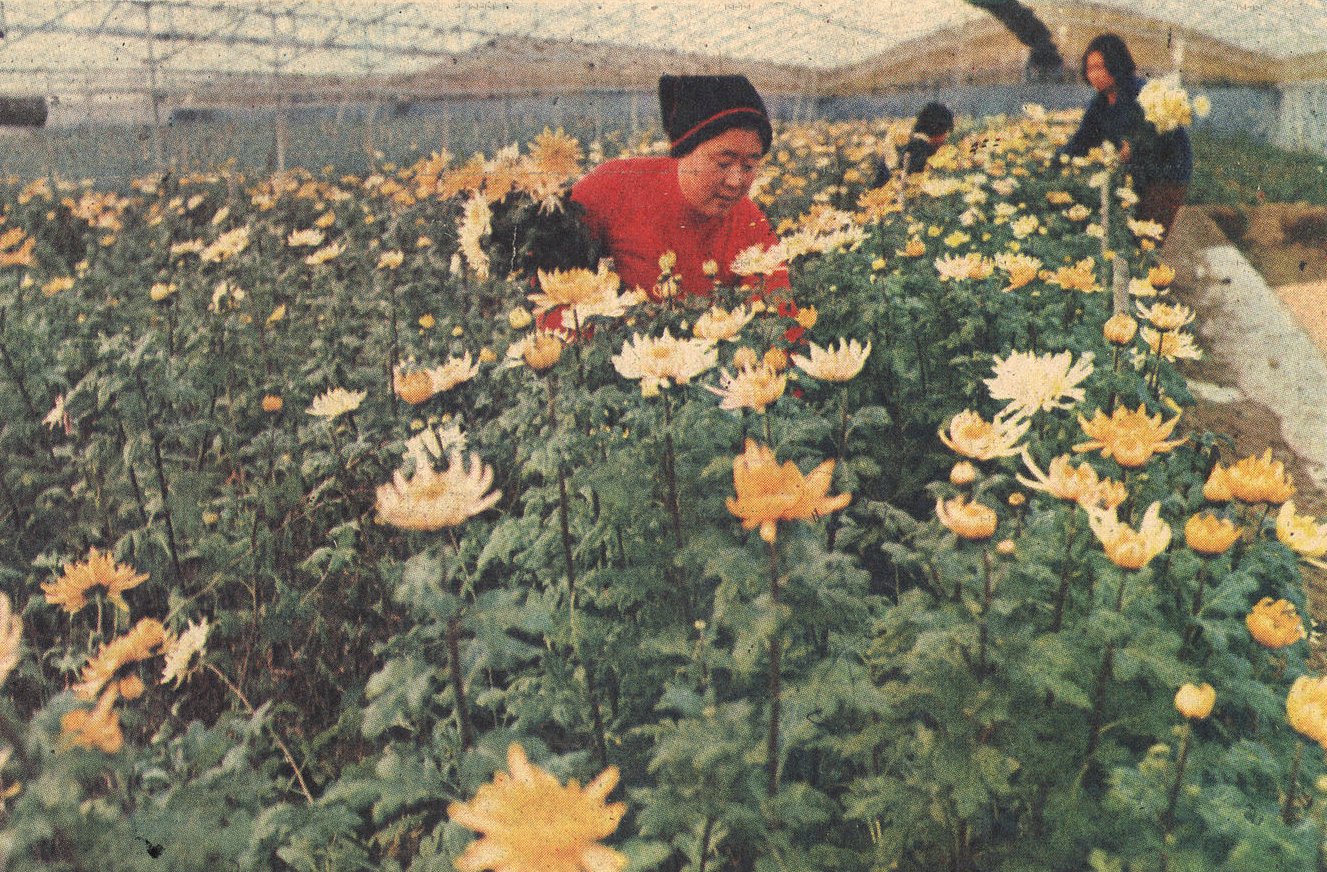
경남 김해군 대저읍 중촌리의 비닐하우스 (1974년)

- 1978년 2월 15일 : 대저읍, 명지면과 가락면 일부가 부산직할시 북구에 편입되었다.[11] (2읍 9면)

| 법률 제3014호                         |                 |                  |
| 구 행정구역                           | 신 행정구역     | 신 행정구역      |
| 대저읍 일원                           | 부산직할시 북구 | 대저1동, 대저2동 |
| 가락면 대사리, 북정리, 상덕리, 제도리 | 부산직할시 북구 | 강동동           |
| 명지면 일원(신호리 제외)              | 부산직할시 북구 | 명지동           |
| 명지면 신호리                         | 녹산면 신호리   | 녹산면 신호리    |
- 1981년 7월 1일 : 김해읍이 김해시로 승격하여 분리되었다.[12] (1읍 9면)
- 1987년 1월 1일 : 이북면이 한림면으로 개칭되었다.
- 1989년 1월 1일 : 녹산면과 가락면이 부산직할시 강서구에 편입되었다.[13] (1읍 7면)

## 행정 구역
1914년의 행정구역과 현재의 행정구역 비교
| 1914년          | 1914년                                                                                                 | 현재          | 현재                                                                                                   |
| 면              | 리 | 구·읍·면      | 동·리                                                                                                  |
| --------------- | --- | ------------- | --- |
| 좌부면 (左部面) | 남역리, 어방리, 삼방리, 마마리, 지내리, 불암리, 동상리, 북내동, 부원리, 강창리                         | 김해시        | 삼정동, 어방동, 삼방동, 안동, 지내동, 불암동, 동상동, 서상동, 부원동, 강동                             |
| 우부면 (右部面) | 화목리, 풍유리, 음법리, 이동리, 삼계리, 삼산리, 답곡리, 외동리, 내동리, 회현리, 흥동리, 전하리         | 김해시        | 화목동, 풍유동, 명법동, 이동, 삼계동, 구산동, 대성동, 외동, 내동, 봉황동, 흥동, 전하동                 |
| 장유면 (長有面) | 유하리, 내덕리, 신문리, 부곡리, 무계리, 대청리, 삼문리, 관동리, 율하리, 장유리, 응달리, 수가리         | 김해시        | 유하동, 내덕동, 신문동, 부곡동, 무계동, 대청동, 삼문동, 관동동, 율하동, 장유동, 응달동, 수가동         |
| 하계면 (下界面) | 신용리, 내룡리, 설창리, 죽곡리, 의전리, 본산리, 여래리, 우동리, 진영리, 방동리, 하계리, 좌곤리, 사산리 | 김해시 진영읍 | 신용리, 내룡리, 설창리, 죽곡리, 의전리, 본산리, 여래리, 우동리, 진영리, 방동리, 하계리, 좌곤리, 시산리 |
| 이북면 (二北面) | 가산리, 가동리, 장방리, 시산리, 신천리, 용덕리, 명동리, 안곡리, 퇴래리, 병동리, 안하리                 | 김해시 한림면 | 가산리, 가동리, 장방리, 시산리, 신천리, 용덕리, 명동리, 안곡리, 퇴래리, 병동리, 안하리                 |
| 생림면 (生林面) | 금곡리                                                                                                 | 김해시 한림면 | 금곡리                                                                                                 |
| 생림면 (生林面) | 사촌리, 나전리, 봉림리, 생철리, 도요리, 안양리, 마사리, 생림리                                         | 김해시 생림면 | 사촌리, 나전리, 봉림리, 생철리, 도요리, 안양리, 마사리, 생림리                                         |
| 상동면 (上東面) | 여차리, 감로리, 매리, 대감리, 묵방리, 우계리                                                           | 김해시 상동면 | 여차리, 감로리, 매리, 대감리, 묵방리, 우계리                                                           |
| 하동면 (下東面) | 수안리, 주중리, 주동리, 예안리, 초정리, 괴정리, 조눌리, 대감리, 덕산리, 월촌리                         | 김해시 대동면 | 수안리, 주중리, 주동리, 예안리, 초정리, 괴정리, 조눌리, 대감리, 덕산리, 월촌리                         |
| 주촌면 (酒村面) | 선지리, 천곡리, 망덕리, 농소리, 내삼리, 양동리, 덕암리, 원지리                                         | 김해시 주촌면 | 선지리, 천곡리, 망덕리, 농소리, 내삼리, 양동리, 덕암리, 원지리                                         |
| 진례면 (進禮面) | 고모리, 담안리, 송현리, 산본리, 청천리, 시례리, 송정리, 신월리, 조전리, 신안리                         | 김해시 진례면 | 고모리, 담안리, 송현리, 산본리, 청천리, 시례리, 송정리, 신월리, 조전리, 신안리                         |
| 가락면 (駕洛面) | 식만리, 죽동리, 죽림리, 봉림리                                                                         | 부산 강서구   | 식만동, 죽동동, 죽림동, 봉림동                                                                         |
| 가락면 (駕洛面) | 대사리, 북정리, 제도리, 상덕리                                                                         | 부산 강서구   | 강동동                                                                                                 |
| 대저면 (大渚面) | 출두리, 사덕리, 대지리, 평강리                                                                         | 부산 강서구   | 대저1동                                                                                                |
| 대저면 (大渚面) | 덕두리, 소덕리, 도도리, 사두리, 맥도리, 울만리                                                         | 부산 강서구   | 대저2동                                                                                                |
| 명지면 (鳴旨面) | 조동리, 평성리, 중리, 신전리, 동리, 진목리                                                             | 부산 강서구   | 명지동                                                                                                 |
| 명지면 (鳴旨面) | 신호리                                                                                                 | 부산 강서구   | 신호동                                                                                                 |
| 녹산면 (菉山面) | 범방리, 구랑리, 미음리, 지사리, 생곡리, 녹산리, 화전리, 송정리                                         | 부산 강서구   | 범방동, 구랑동, 미음동, 지사동, 생곡동, 녹산동, 화전동, 송정동                                         |

## 참고 문헌
- 김부식 (1145), 《삼국사기》 〈잡지제삼 지리일(雜志第三 地理一)〉